# Joseph Sartori
Josef Sartori (1809 - 1885) fue un botánico, y farmacéutico alemán.

Fue muy amigo de su colega Wilhelm von Spruner. Y Sartori tomó parte en las excursiones que habían sido organizadas por Fraas, pero más tarde visitó muchos lugares que eran accesibles solo a pocos botánicos, porque como farmacéutico de la Corte tomó parte en los viajes del Rey.

## Honores

### Eponimia
En su honor, más de 85 especies vegetales llevan su epónimo, como:
- (Agavaceae) Agave sartorii K.Koch[4]
- (Apiaceae) Pimpinella sartorii Heldr.[5]
- (Arecaceae) Chamaedorea sartorii Liebm.[6]
- (Asteraceae) Perymenium sartorii Sch.Bip.[7]
- (Begoniaceae) Begonia sartorii Liebm.[8]
- (Boraginaceae) Anchusa sartorii Heldr. ex Gusul.[9]
- (Brassicaceae) Alyssum sartorii Heldr. ex Maire & Petitm.[10]
- (Cactaceae) Mammillaria sartorii J.A.Purpus[11]
- (Campanulaceae) Lobelia sartorii Vatke var. piscinula (E.Wimm.) E.Wimm.[12]
- (Caryophyllaceae) Dianthus sartorii Fruehl. ex Nyman[13]
- (Cyclanthaceae) Carludovica sartorii Hort.[14]
- (Cyperaceae) Cyperus sartorii Kük.[15]
- (Ericaceae) Pyrola sartorii Hemsl.[16]
- (Gesneriaceae) Gesneria sartorii Liebm.[17]
- (Gleicheniaceae) Dicranopteris sartorii (Fée) Nakai[18]
- (Hyacinthaceae) Botryanthus sartorii Tod.[19]
- (Lomariopsidaceae) Elaphoglossum sartorii (Liebmann) Mickel[20]
- (Plumbaginaceae) Statice sartorii Nyman[21]
- (Poaceae) Agropyron sartorii Grecescu[22]
- (Pteridaceae) Acrostichum sartorii Liebm.[23]
- (Saxifragaceae) Saxifraga sartorii Heldr. ex Boiss.[24]
- (Scrophulariaceae) Verbascum sartorii Boiss. & Heldr.[25]
- (Selaginellaceae) Bryodesma sartorii (Hieron.) Soják[26]

- La abreviatura «Sartori» se emplea para indicar a Joseph Sartori como autoridad en la descripción y clasificación científica de los vegetales.[27]